# Troels II Munk

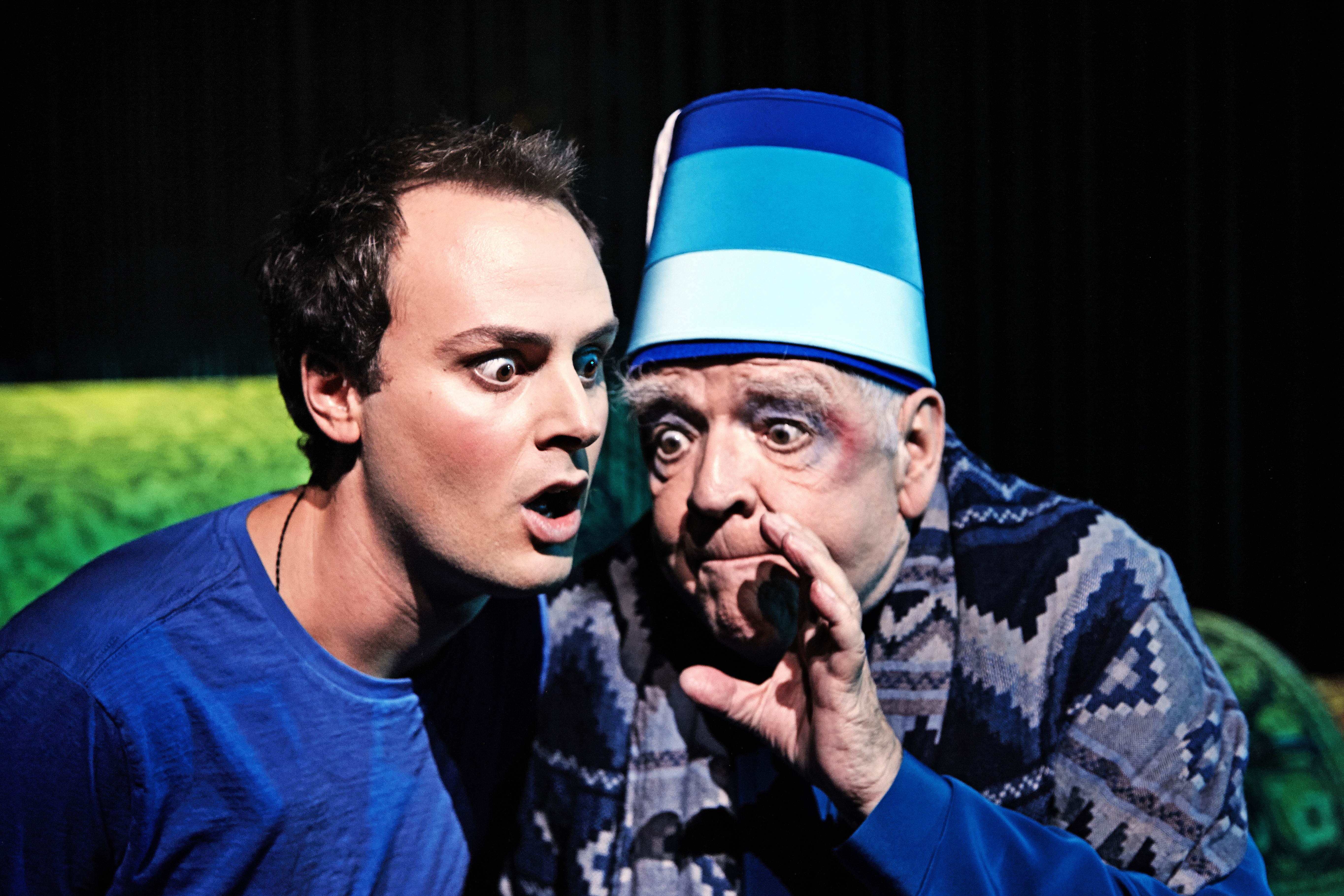
Troels II Munk (rechts) im Musical Hodja fra Pjort nach Ole Lund Kirkegaard am Kopenhagener Folketeatret, 2016.

Troels II Munk (* 19. Oktober 1944; † 23. Juni 2023 in Frederiksberg) war ein dänischer Schauspieler.

## Leben
Troels II Munk hatte nach seinem Schulabschluss zunächst verschiedene Berufe ausgeübt, wie Obst-und-Gemüseverkäufer, Müllmann oder Mitglied in einem Orchester. Von 1970 bis 1974 besuchte er die Staatliche Theaterschule in Kopenhagen. Im Jahr 1976 hatte er sein Bühnendebüt am Odense Teater. Danach gastierte er auch am Aarhus Teater, am Betty-Nansen-Theater und am Folketeatret. Seit 1977 wirkte er in mehr als 40 Film-und-Fernsehproduktionen mit. Er spielte einige ernste Rollen, oftmals aber auch heitere, ulkig und komisch wirkende Rollen. Er war nicht verwandt oder verschwägert mit dem dänischen Schauspieler Troels Munk (1925–2016) und fügte seinem Namen zur Unterscheidung die römische Zahl „II“ hinzu.
Von 1991 bis 1995 war Munk Vorsitzender des Dänischen Schauspielerverbandes (Dansk Skuespillerforbund).
2002 war Munk für seine Rolle in Ein richtiger Mensch für den Robert als Bester Nebendarsteller nominiert, ebenso für die Bodil in der gleichen Kategorie.
Troels Munk war zudem viele Jahre lang als Quizteilnehmer aktiv. Er war öfters Kandidat in Quizsendungen und bei Quiz-Meisterschaften belegte er mehrmals Spitzenpositionen. In den Jahren 2012, 2013 und 2015 gehörte er zum Mannschaftssieger-Team bei den dänischen Quizmeisterschaften. 2015 wurde er dänischer Einzelmeister im Quiz.
Ab 1973 war Munk mit der Schauspielerin Pia Rosenbaum in einer Beziehung und hatte mit ihr einen Sohn. Er starb am 23. Juni 2023 an einer langjährigen Krebserkrankung im Alter von 78 Jahren.

## Filmografie (Auswahl)
- 1998: Der (wirklich) allerletzte Streich der Olsenbande (Olsen-bandens sidste stik)
- 2001: Ein richtiger Mensch (Et rigtigt menneske)
- 2002: Arsenik og gamle kniplinger
- 2003: Forsvar
- 2005: The Core (Dokumentarfilm)
- 2005: Julie (Fernsehserie)
- 2006: Nach der Hochzeit (Efter brylluppet)
- 2007: Kommissarin Lund – Das Verbrechen (Fernsehserie, Forbrydelsen, 11 Folgen)
- 2011: Bubbles
- 2015: Jens Munk: NordvestXpeditionen